# Altes Schützenhaus (Bern)

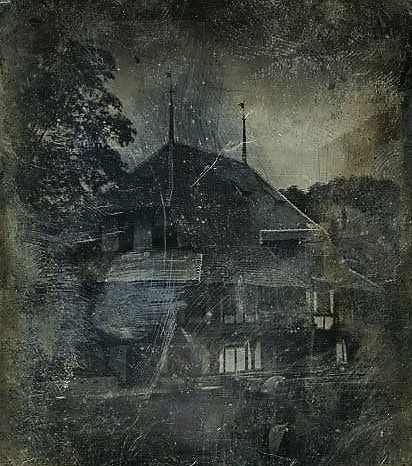
Das alte Schützenhaus in Bern, abgebrochen 1862 (um 1850)

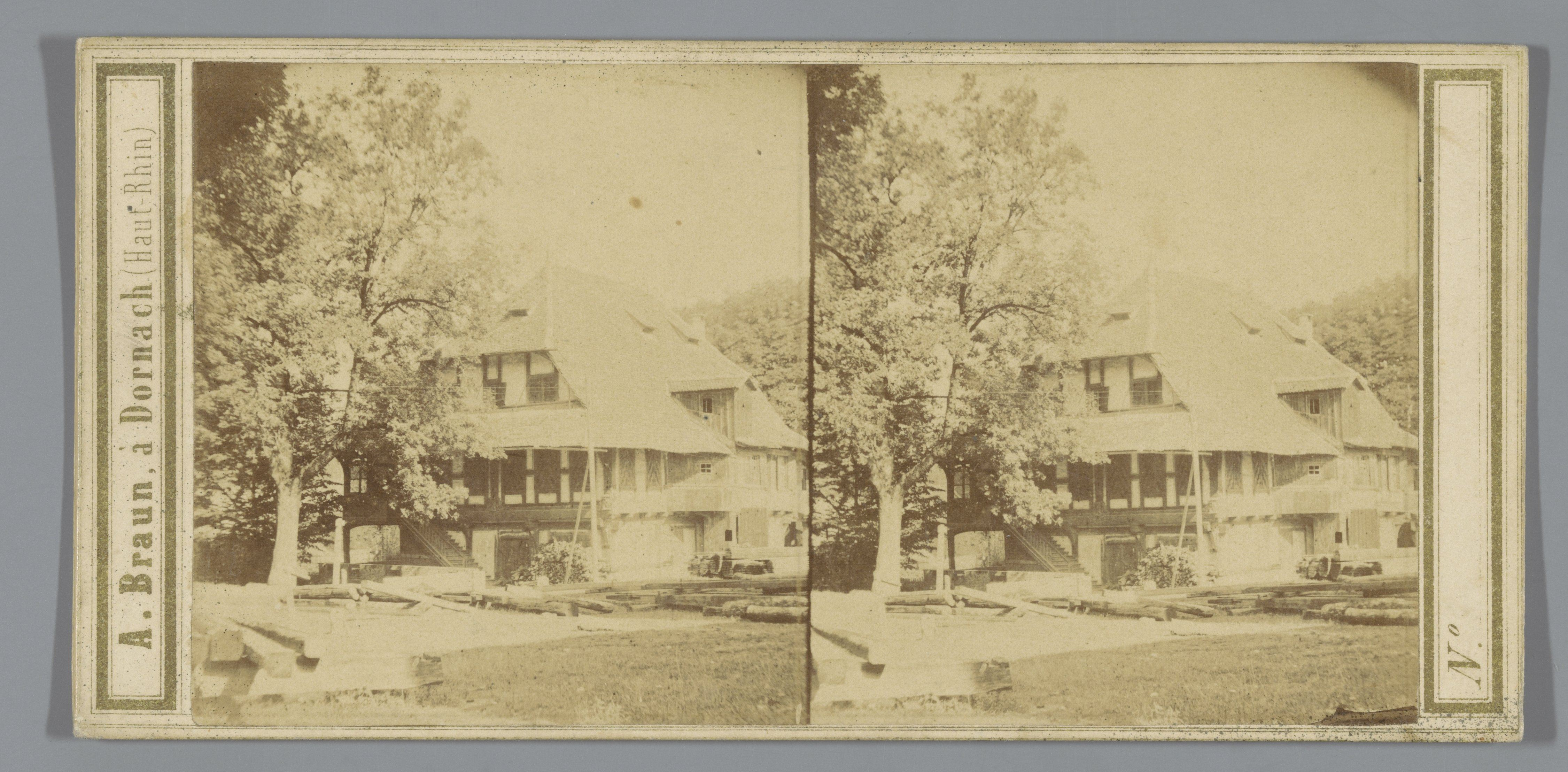
Das alte Schützenhaus in Bern (um 1860)

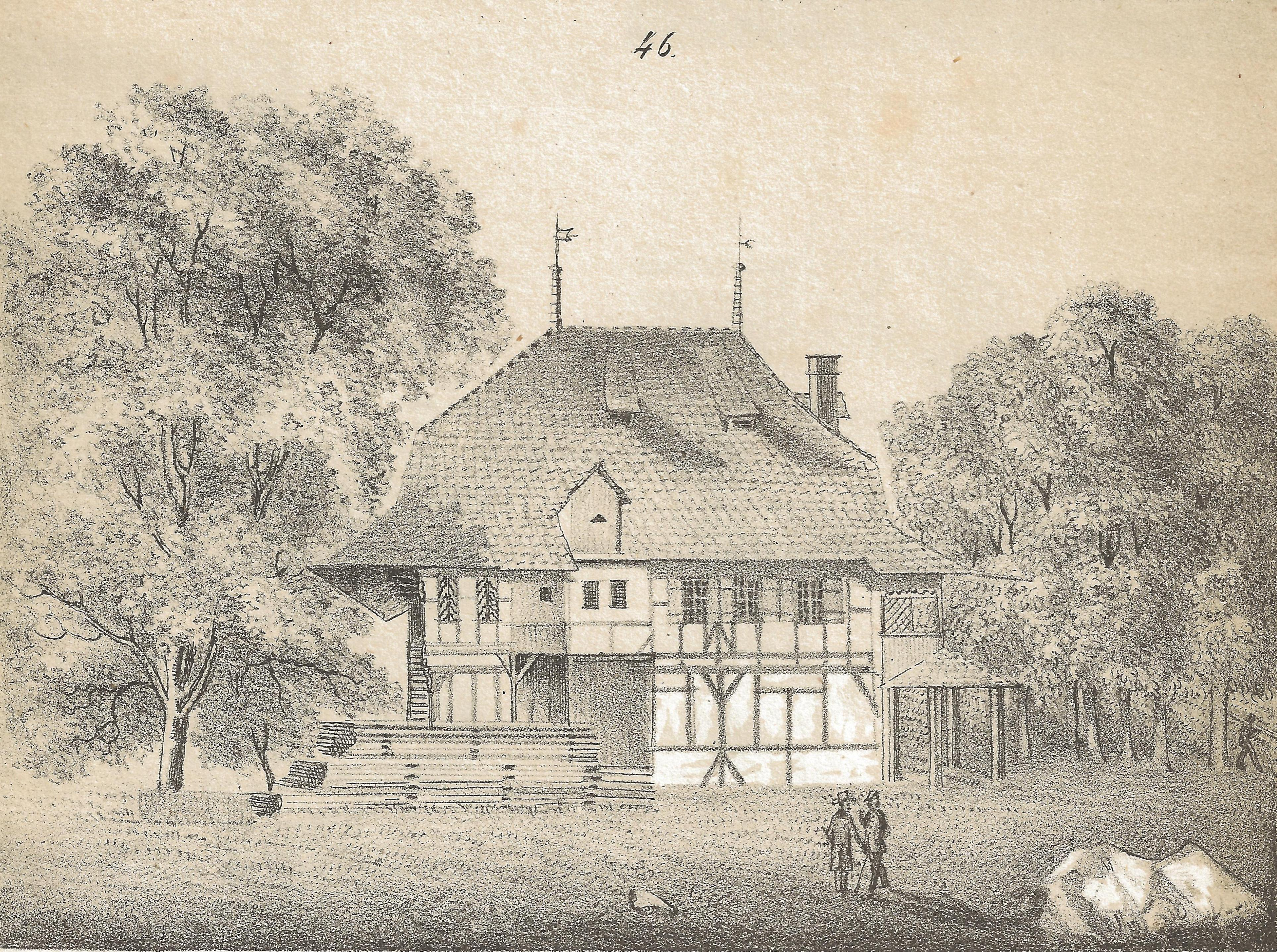
Das alte Schützenhaus in Bern (um 1840)

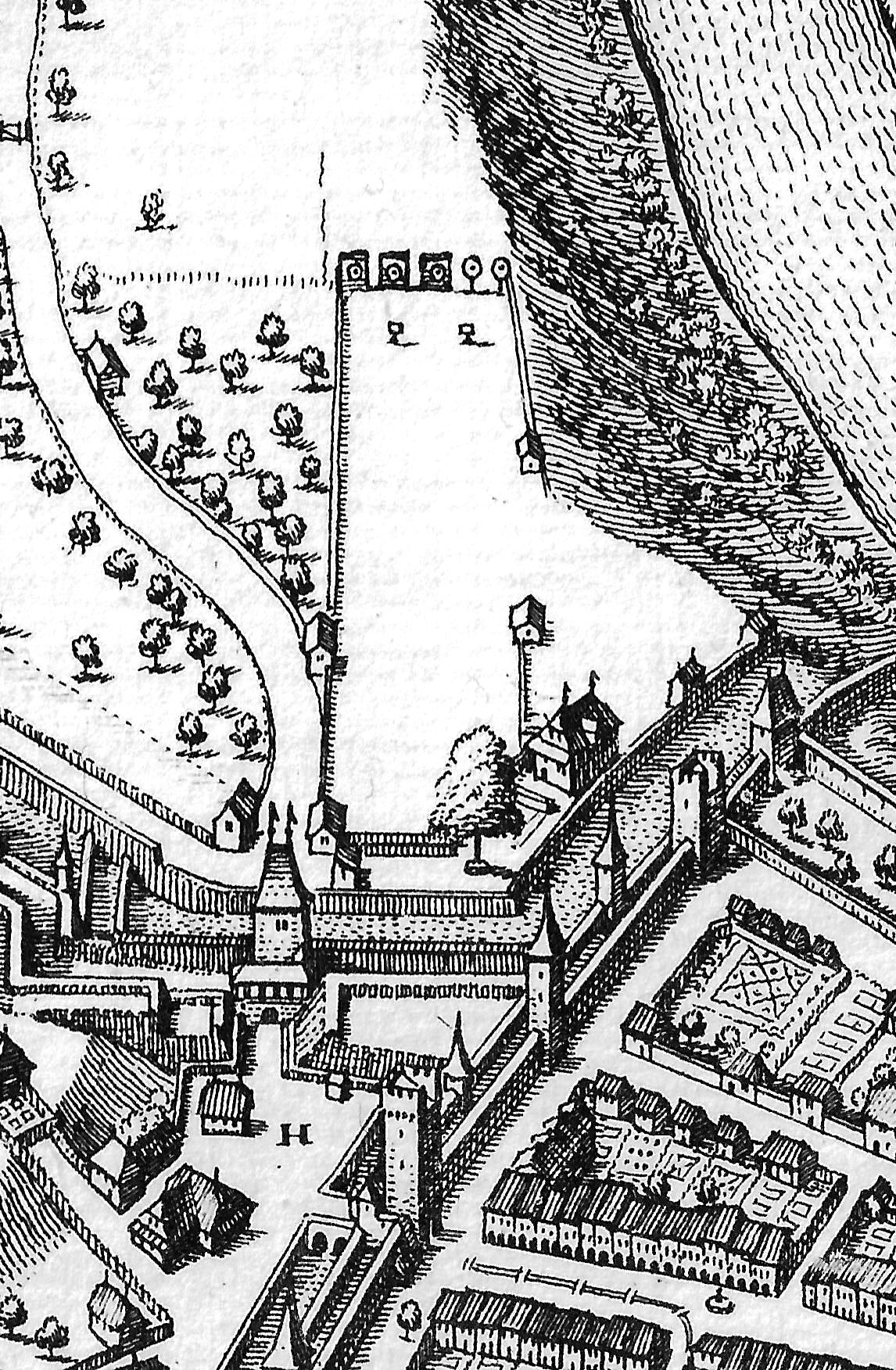
Schützenhaus und Zielstatt in Bern (1638)

Das alte Schützenhaus an der Stelle des heutigen Kleeplatzes in Bern war das dritte städtische Schützenhaus in Bern. Das Haus wurde 1862 abgebrochen. 

## Geschichte
Ein erstes, im 15. Jahrhundert erstelltes Schützenhaus stand bis 1616 an der Hirschenhalde, unterhalb des ehemaligen Waisenhauses (heute Polizeikommando). Anfangs 1530 verkaufte Antoni Noll der Stadt Bern die ausserhalb der dritten Ringmauer gelegene, sogenannte «Noll’sche Matte» (heute Schützenmatte) zur Errichtung eines neuen Schiessplatzes. Später stifteten der Schneidermeister und Grossrat Lienhard Tremp und Jakob Schwytzer grössere Beträge zum Bau des neuen Schützenhauses. Das Dach bezahlte die Obrigkeit. Dem Protokoll des Rates können wir entnehmen, dass ein Meister Andres mit dem Bau beauftragt war. Ein Armbruststand sollte auf dem neuen Schiessplatz unbedingt beibehalten werden. Mit dem Bau der barocken Schanzenanlage musste das zweite Schützenhaus weichen. Der Stein- und Münsterwerkmeister Daniel Heintz der Jüngere (1574–1633) erhielt 1622 den Auftrag, unter möglichster Verwendung der Baumaterialien des alten Hauses leicht versetzt ein neues, drittes Schützenhaus zu erstellen. Es kam nordöstlich des Äusseren Aarbergertors, parallel zur Schanzenanlage zu stehen. Geschossen wurde auf der Zielstatt Richtung Norden. Benutzt wurde das Schützenhaus von der 1799 aufgelösten Gesellschaft zu Schützen und von der Reismusketen-Schützengesellschaft. 
Ins Schützenhaus wurden gerne diplomatische Gäste eingeladen. So gewann Christoph von der Pfalz (1551–1574), Sohn des pfälzischen Kurfürsten Friedrich dem Frommen 1568 ein paar Hosen und stiftete als Gegengeschenk einen Zobelpelz. Der französische Ambassador Blaise Méliand liess im Namen des Königs von Frankreich der Schützengesellschaft 1639 den Betrag von 800 Kreuzdicken zur Anfertigung des Dauphin-Bechers zukommen, und zwei Jahre später spendete sein Nachfolger Jacques Le Fèvre de Caumartin hundert Louisdor zur Anfertigung des Anjou-Bechers. Die Obrigkeit befahl im September 1641, dass die Becher auch tatsächlich ausgeführt werden sollen, da man bis dahin dem Spenderwillen nicht nachgekommen war.
Nach dem Franzoseneinfall 1798 wurde das Schützenhaus von der französischen Besatzungsmacht bis 1802 als Militärspital benutzt. Mit dem Bau der Centralbahn nach Bern wurde die Schützenmatt 1855 expropriiert, das dritte Schützenhaus 1862 abgebrochen. Ein neuer Schiessstand wurde danach gemeinsam mit den Feldschützen und den Stadtschützen im Wylerfeld errichtet und 1866 in Betrieb genommen.

## Bau
Johann Rudolf Gruner beschrieb das dritte Schützenhaus 1732 als ein grosses zwar nur höltzernrs Schiesshaus, welches auf hohen höltzernen Stüden ruhet, darunter in einer Höhle ein kühler Brunnen entspringt. Das Haus folgte einem frühneuzeitlichen Typus, wie wir ihn im süddeutschen und schweizerischen Raum für Schützenhäuser kennen: im Erdgeschoss Küche und Lagerräumlichkeiten und daran angebaut eine Schiesslaube. Der erste Stock vorkragend, erreichbar über eine Aussentreppe, den Festsaal umfassend.  Äusserlich ähnelte das Berner Schützenhaus mit dem Krüppelwalmdach und den Helmstangen einem spätgotischen herrschaftlichen Sommerhaus. Vor dem Schützenhaus stand der sogenannte zweite Kreuzgassbrunnen, der 1667 hierher versetzt wurde. Dieser Figurenbrunnen von 1520 zeigte einen Bärenvenner mit dem Stadtbanner, ähnlich dem Zähringerbrunnen an der Kramgasse.

## Ausstattung

Altes Schützenhaus, Radierung von Johann Ludwig Nöthiger (1747)

An Ausstattung des zweiten Schützenhauses hat sich das durch den aus Bormio stammenden obrigkeitlichen Glockengiesser Franz Sermond angefertigte Schützenglöcklein aus dem Jahr 1571 erhalten. Das Glöcklein ist mit einem Bärenfries verziert, welches einen Bärenauszug von Musketenschützen mit Stadtvenner, Schützenvenner und Trommler zeigt. Zwei Balkenköpfe mit Bernerwappen und den Vexierinschriften «SITTERALDA» und «SITGOTTWILKOMENIRHERRE» haben sich ebenfalls erhalten. Allerdings ist nicht klar, ob diese aus dem zweiten oder dritten Schützenhaus stammen. Eine Steinplatte mit dem Wappen der Schützengesellschaft und der Inschrift «Gott ist der sterkst über mich MDXL» (1540), wurde 1849 leider zerstört.